# 鹿児島県立鶴丸高等学校
鹿児島県立鶴丸高等学校（かごしまけんりつ つるまるこうとうがっこう）は、鹿児島県鹿児島市薬師にある県立高等学校。

## 概要

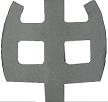
一中校章
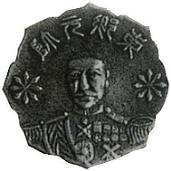
一高女校章
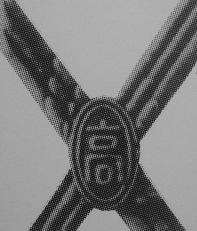
新制県立鹿児島高校校章
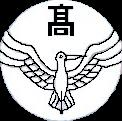
鶴丸高校校章

前身

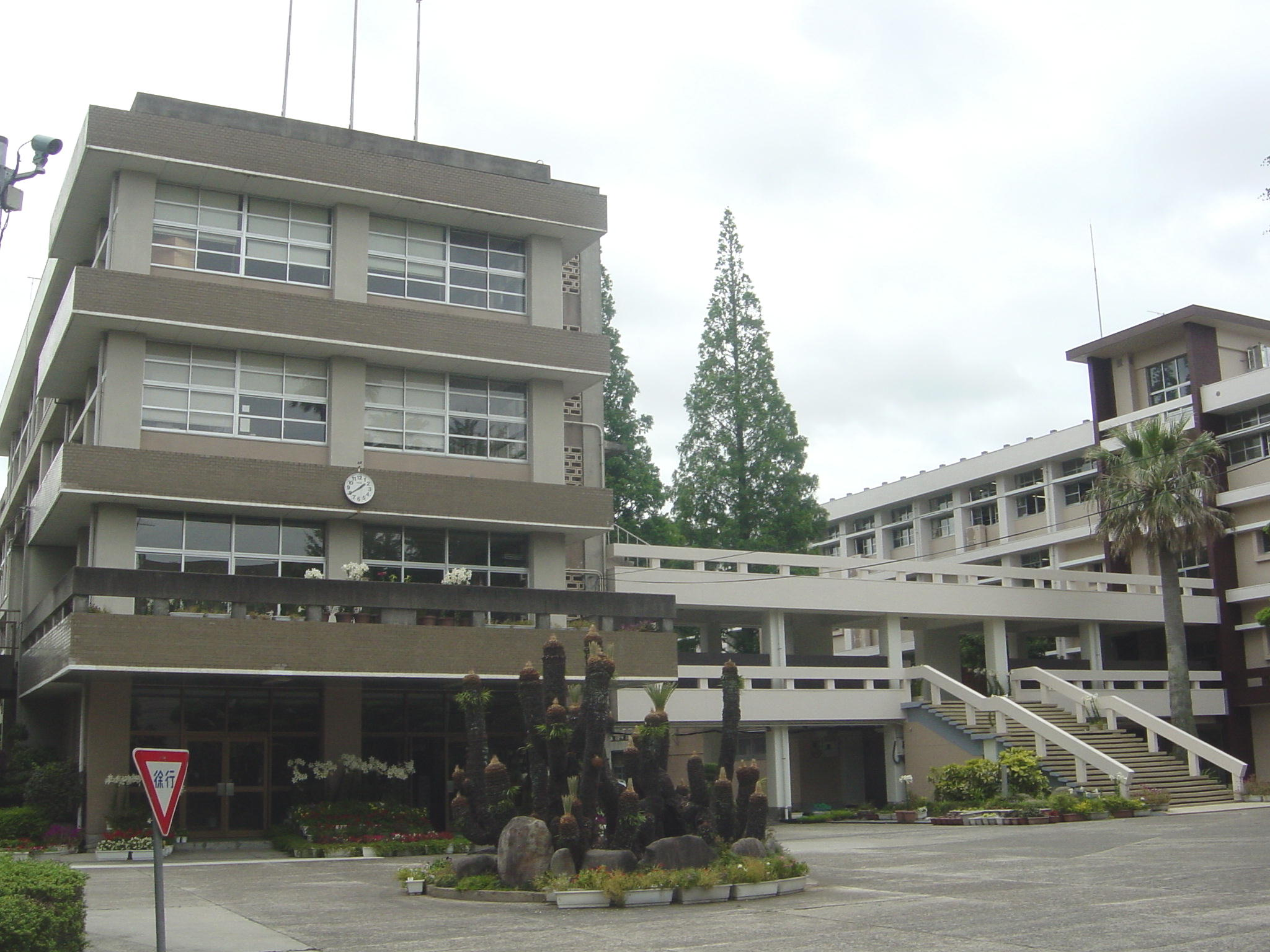
本館（左）、生徒館（右）

- 鹿兒嶋縣尋常中學校（1894年）→鹿兒嶋縣立第一鹿兒嶋中學校（一中）
  - 「鹿児島県で最も古い歴史を持つ。」[1][2][3]
- 鹿兒嶋縣立高等女學校→鹿兒嶋縣立第一高等女學校（一高女、1902年設立）

建学の理念
- 好学愛知
- 自律敬愛
- 質実剛健

校風を表す言葉
- For Others（For Othersの精神）

1965年、鶴丸高校第5代校長・栗川久雄が提唱。
- 文武一道
- 鶴丸は勉強するところである

1950年当時の生徒会長による発言。
生活規範12箇条
建学の理念に基づいて1966年に制定され、「ミニマム・エッセンシャルズ」とも称される。同校生徒としての自覚に基づいた、日常生活および学習活動の基盤として継承されており、天野貞祐の言葉をリード文とする。上述の校風を表す言葉「For Others」もこの中に記されている。
校名の由来
「鶴丸」の名は、薩摩藩主島津氏の居城であった鹿児島城の別名鶴丸城に由来する。名称候補として「第一」「中央」「東」「朝日」「鹿児島」「造士館」などがあったが、「封建思想を打破すること」「県下高等学校の中心を自任するような名称を避けること」「1948年設立の新制・鹿児島県鹿児島高等学校の本統を継承したとの誤解を与えないように配慮すること」とした県政当局および進駐軍の方針ならびに他校との連絡協議会における協定により、PTA関係者から寄せられた「鶴丸」に決定した。当時進駐軍は、「鶴丸」が封建領主時代における城の別名であったことに気付かず、「鶴が飛んでくるとは平和的でよろしい」として認可した。
校旗・スクールカラー
- 前身である一中、一高女の校旗が現存している。一中校旗は、前身の「鹿児島県立尋常中学校」の頃に製作されたもので、上部にはえんじ色の線が引かれている。これが後に改称されて「第一鹿児島中学校」となり、この線が略称の「一中」の「一」に見えたのは、全くの偶然であるが、引き立つことになった。
- スクールカラーは臙脂色で、これは一中時代の校旗に由来する。一世代前の男子襟章と、女子の冬服スカーフ止めには中央に臙脂色の線が用いられていた。現在の校舎は、「一中」の「一」をイメージして配置されている。また、体育系の部では、臙脂色を用いたデザインのユニフォームやジャージー、バッグを採用している場合が多い。

校歌
- 鶴丸高校校歌「はろばろと」（作詞: 中馬幸子、作曲: 郡山正 昭和27年制定）
- 鶴丸高校応援歌「蒼天翔る」（昭和49年制作）
- 一中校歌（作詞: 樋渡清廉、作曲: 石倉小三郎、E.プッチェル）
- 一高女校歌（作詞: 一高女国語科、作曲: 近森出来治）

なお、同校歌「はろばろと」は、別題「青雲（あをぐも）」がついている。
甲鶴戦（甲南・鶴丸スポーツ交歓会）
1971年から毎年、鹿児島県立甲南高等学校とスポーツ交歓会（対抗試合）を実施している。
学習
- 1990年から夏季･冬季休暇中の大型補習を導入した。また、授業数削減を補うため、土曜日に「土曜悠学講座」という全員参加の補習を行っている（年に約10回）。

週番活動
- 1954年、週番制度が始まる。

ホームルーム
- 1964年4月にホームルーム研究指定校となった。
- 学級は「R（ルーム）」と称する（例えば1年1組は11R（じゅういちルーム））。
- 1学年の学級数が2桁だったときには、例えば1年1組は101R（いちまるいちルーム）のように呼ばれていた。

## 沿革
鹿児島県立第一鹿児島中学校
- 1893年3月　鹿児島県尋常中学校（旧制中学校）設立許可。山下町校地（現・県民交流センター敷地）を起工し、翌年3月に竣工。
- 1894年4月　鹿児島県尋常中学校開校。4月19日に校舎落成式兼開校式を挙行し、この日を創立記念日とする。
- 1897年4月　鹿児島県尋常中学校より第2学年から第4学年までの各40名を鹿児島県尋常中学造士館に移籍[5]。
- 1898年4月　鹿児島県第一尋常中学校と改称。
- 1899年4月　鹿児島県第一中学校と改称。
- 1901年5月　第七高等学校造士館の設立にともない、鹿児島県中学造士館の生徒の第4学年以上の生徒が鹿児島県第一中学校に移籍[6]。
- 1901年9月　鹿児島県立鹿児島中学校と改称。
- 1906年4月　鹿児島県立第一鹿児島中学校（通称・一中）と改称[7]。
- 1910年3月8日　数室の一部と附属建物6棟が焼失。4月4日より寄宿舎の一部を、9月11日より元県立商船水産学校の校舎を代わりの教室にする。
- 1913年2月　薬師町に移転。6月に竣工し、10月17日に落成式挙行。
- 同年6月　一中校歌制定
- 1921年10月　プール竣工
- 1945年6月17日　戦災により全校舎焼失。10月1日、鹿児島県立第二鹿児島中学校校地に一時移転。同18日、伊敷の旧兵舎に移転し授業開始。
- 1947年9月　薬師町校地に4・5年生移転、授業開始。翌年2月9日に全校移転を完了。
- 1948年4月19日　学制改革によって新制高等学校となり、鹿児島県鹿児島高等学校第五部と称し、山下町に移転。6月20日に通信教育部を併設。

鹿児島県立第一高等女学校
- 1901年5月　鹿児島県立高等女学校設立許可[8]、7月に加治屋町に校舎起工（現･鹿児島県立鹿児島中央高等学校校舎）、翌年12月竣工。
- 1902年　鹿児島県立高等女学校開校。5月6日に授業を開始し、この日を創立記念日と定める。5月28日、落成式兼開校式。
- 1907年10月　校旗制定。
- 1910年3月　鹿児島県立第一高等女学校（通称・一高女）と改称[9]。
- 1922年4月　専攻科を附設。
- 1925年10月　校歌と校訓を制定。
- 1935年9月　奉安殿新校舎講堂落成。
- 1935年11月　一高女校舎、陸軍特別大演習の実施に伴い大本営（8 - 10日）、行在所（15 - 18日）となる[10]。28日に新校舎使用開始。
- 1936年11月　同窓会館落成。
- 1945年　6月17日、戦災により講堂・洋和作法教室・教室・図書室の一部を焼失。8月6日、戦災により1階北側全部焼失。
- 1947年　新設された鹿児島女子専門学校に一高女専攻科の生徒を編入。
- 1948年4月19日　学制改革によって新制高等学校となり、鹿児島県鹿児島高等学校第三部と称す。

鹿児島県立鶴丸高等学校

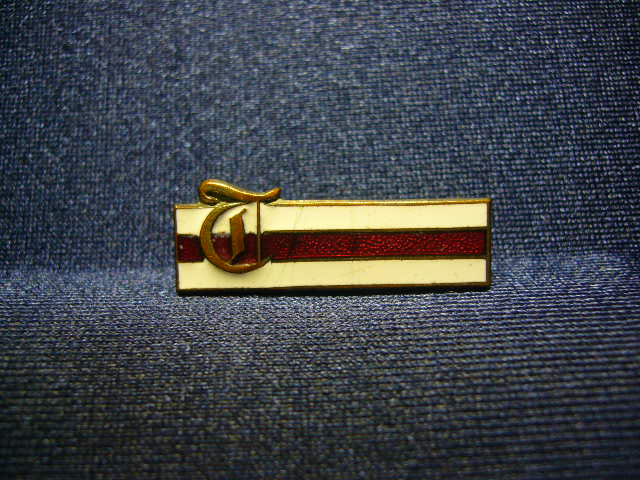
男子襟章（一世代前）

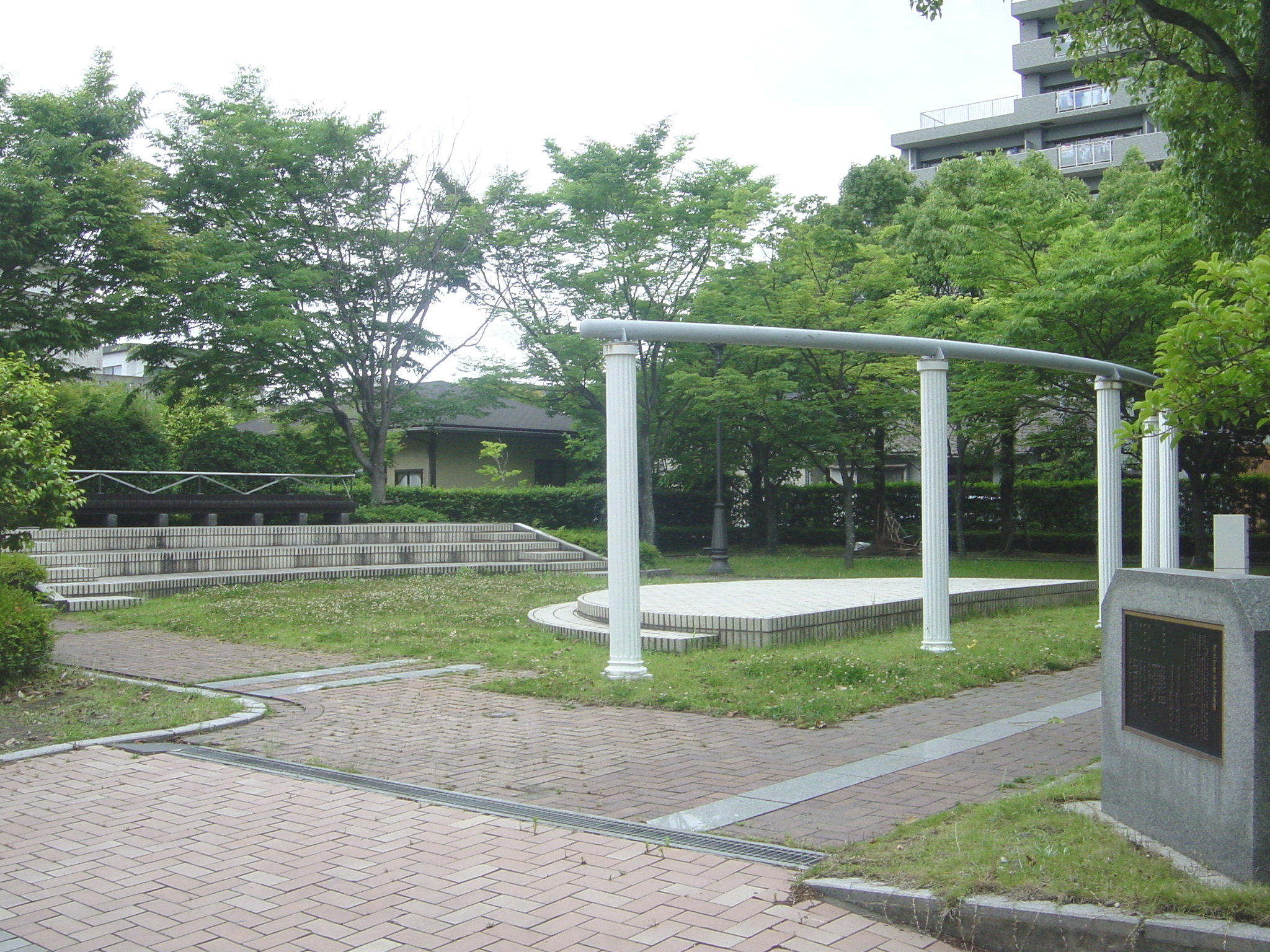
創立100周年記念庭園

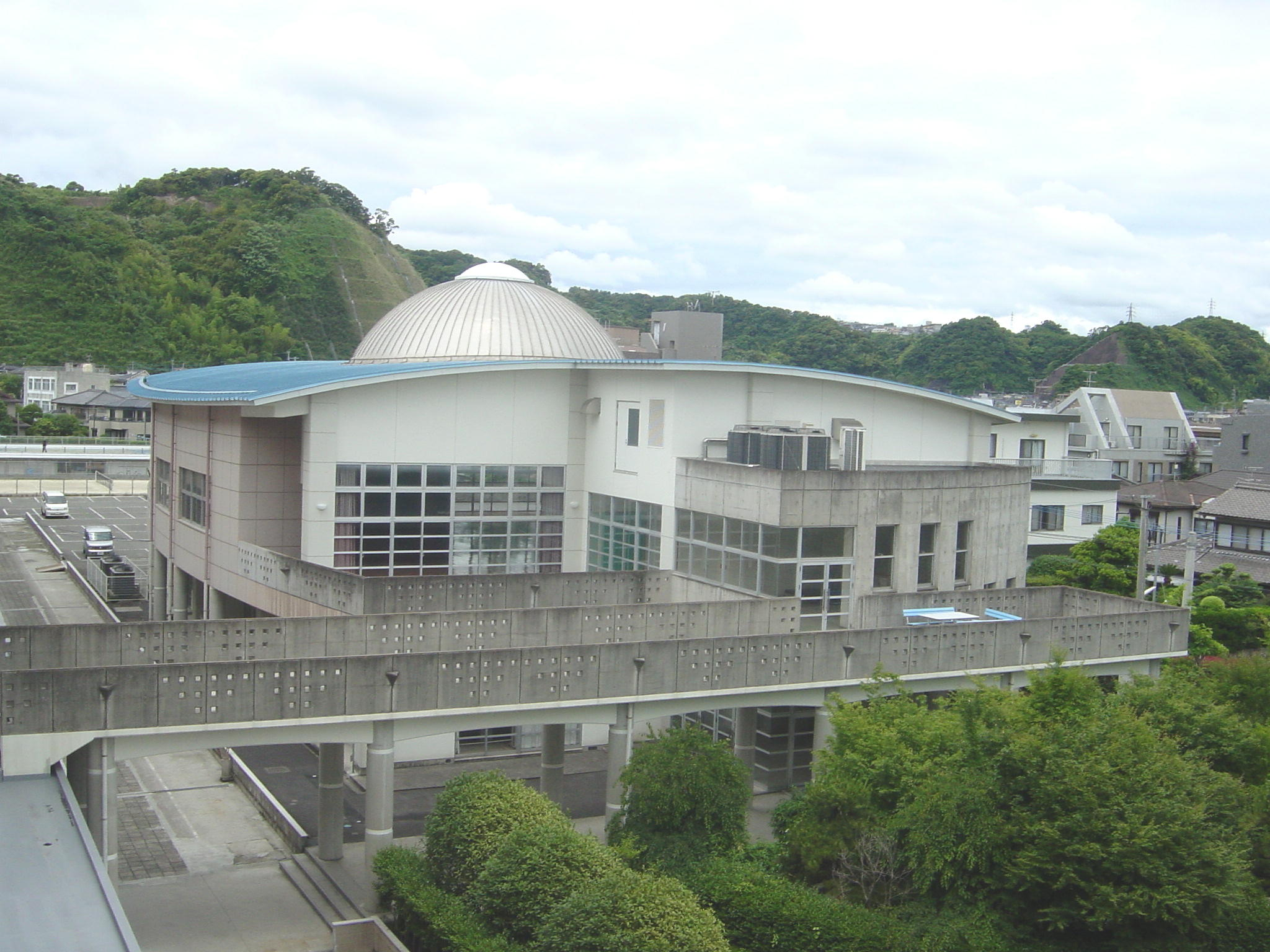
文化館

- 1949年4月　鹿児島県鹿児島高等学校第三部（旧一高女）・第五部（旧一中）・第六部（旧鹿児島県立履正中学校）を統合して、第三部（旧・一高女）校舎に鹿児島県鶴丸高等学校発足。第五部通信教育部は鶴丸高校通信教育部、第六部は鶴丸高校夜間部となる。
- 1950年4月1日　鹿児島市高等学校[11]第四部（夜間・普通科）を鶴丸高校夜間部に統合。
- 1951年1月31日　鹿児島県鶴丸高等学校同窓会結成。
- 同年4月1日　鹿児島県鹿屋高等学校通信教育部を鶴丸高校通信教育部に統合。
- 1952年4月　校歌制定。
- 1956年4月　鹿児島県立鶴丸高等学校に改称。
- 1964年3月　薬師町の旧一中跡地（現在地）に新築移転。夜間部のみ加治屋町の旧一高女校舎に残る。（移転については鹿児島県立鹿児島中央高等学校#沿革の項も参照。）
- 同年4月1日　夜間部が鹿児島県立日新高等学校として独立。
- 同年4月19日　創立70周年記念式典挙行に際し、この日を鶴丸高校創立記念日と定める。
- 1968年　通信教育部を分離し、鹿児島県立鹿児島西高等学校（日新高校から改称）に移管。
- 1971年7月　第1回甲南・鶴丸スポーツ交歓会（甲鶴戦）開催。
- 1972年5月　第2生徒館竣工。
- 1974年10月　応援歌「蒼天翔ける」制定発表。
- 1982年3月　生徒館（普通教室棟）増改築竣工、新館竣工。
- 1985年　5月、体育館竣工。12月、弓道場「鶴心館」竣工。
- 1993年3月　礼法室「草寿庵」竣工
- 1994年6月　創立100周年記念庭園完成（一中生銅像及び一高女生銅像の製作は中村晋也）。
- 同年10月　文化館竣工。
- 2002年4月　3学期制から2学期制へ移行。
- 2003年1月　第2生徒館耐震補強工事完工。
- 2007年3月　生徒館第1期耐震補強その他工事完工（2006年7月着工）。
- 2008年2月　生徒館第2期耐震補強その他工事完工（2007年8月着工）。

## 旧鹿児島県立尋常中学校門（登録有形文化財）
概要

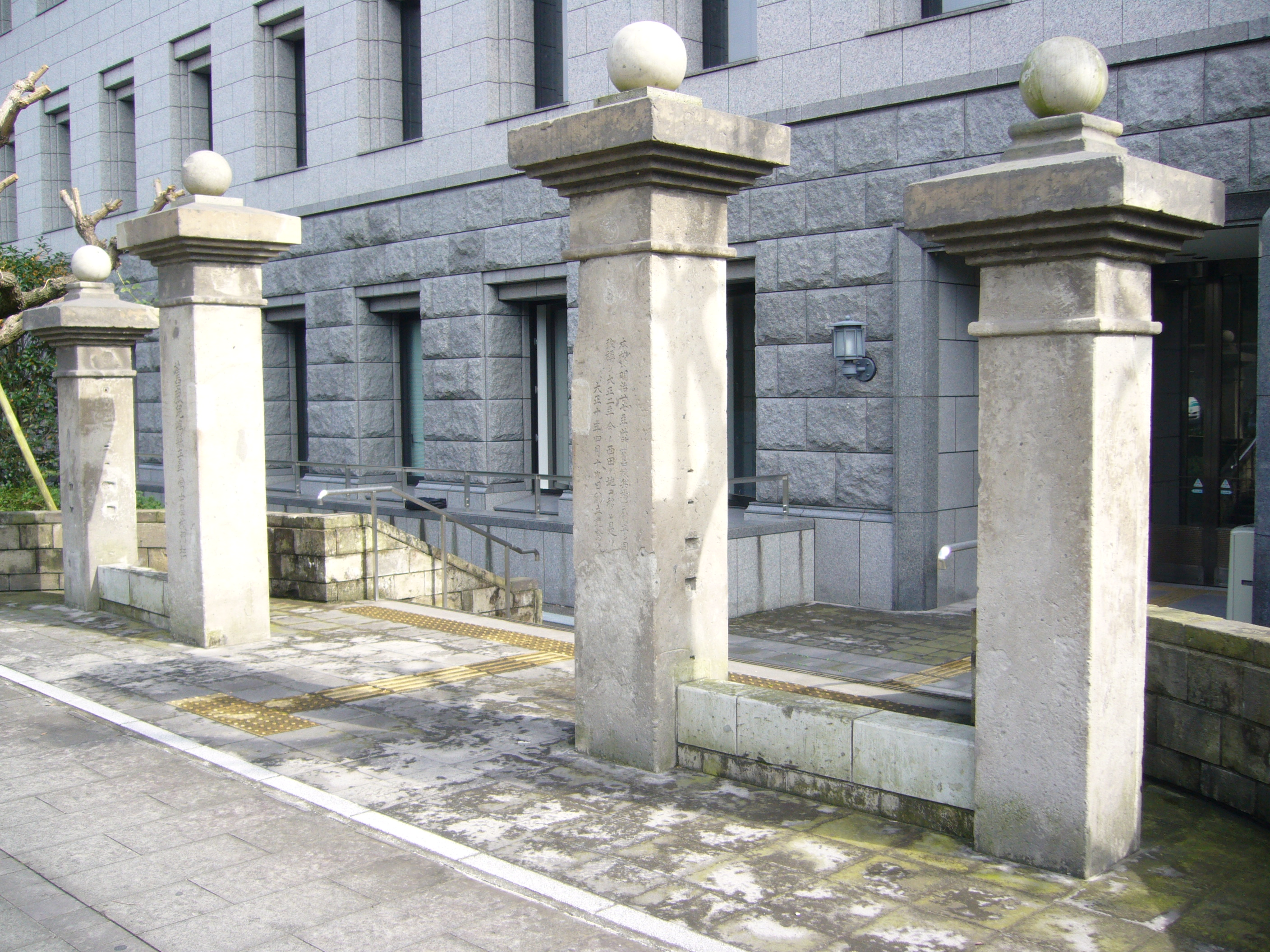
旧鹿児島県立尋常中学校門（現・かごしま県民交流センター西門）

- 一中創立時の門柱は、当時の場所（鹿児島県鹿児島市山下町14-1）に保存され、かごしま県民交流センターの西門になっている。
- 薬師町（現在地）に移転後の1921年4月19日、一中同窓会によって一中の校名板が外され、片方に「鹿児嶋縣立尋常中學校門柱」の文字、もう片方に碑文が刻まれた。

登録年月日
- 2008年4月18日

登録基準
1. 国土の歴史的景観に寄与しているもの

登録番号
- 第46-0064号

構造
- 洋風石造門柱2基
- 間口3.1m
- 本柱：高さ2.3m
- 脇柱：高さ2.2m
- 両側通用門付

用途の変遷
- 県立尋常中学校正門 → 県立図書館正門 → 鹿児島県庁舎裏門 → かごしま県民交流センター西門

※本項については以下を参照。
- 文化庁文化財等データベース
- かごしまデジタルミュジアム（鹿児島市公式ウェブサイト内）

## 部活動
文化系17、体育系21の部がある。(2022年現在)
文化系
| - 文芸 - 物理 - 化学 - 生物 - 地学 - E.S.S - 書道 - 音楽 - 吹奏楽 - 放送 | - 演劇 - 写真 - 百人一首 - 茶道 - 囲碁 - 美術 - イラストレーション研究 - 将棋 |

体育系
| - 陸上競技 - 男子バスケットボール - 女子バスケットボール - 男子バレーボール - 女子バレーボール - ソフトテニス - テニス - バドミントン - サッカー - ラグビー - ハンドボール | - 卓球 - 野球 - 剣道 - 柔道 - 空手道 - 弓道 - 水泳 - ダンス - 山岳 - 應援團 |

主な部活動の成績
野球部
野球の名付け親である中馬庚が赴任した1899年に創部された。ただし、中馬が野球部創設に関与したという史料はない。1925年、選抜中等学校野球大会（現･選抜高等学校野球大会）第2回大会に春夏通じて鹿児島県勢として初の甲子園出場（甲子園開場前の大会を含む）。
サッカー部
全国高等学校サッカー選手権大会に計3回（1950年第28回大会、1951年第29回大会、1957年第35回大会）出場。
男子バレー部
1951年、広島国体出場。
女子バレー部
1946年、京都国体に出場、準優勝。1956年、兵庫国体出場。
ラグビー部
1956年、兵庫国体出場。
百人一首部
1983年より全国高等学校小倉百人一首かるた選手権大会に県代表として連続出場を続けている。1984年に3位、1996年に4位入賞。2005年に9年ぶりのベスト8、2012年には準優勝を果たした。
山岳部
2009年よりインターハイに県代表として連続出場を続けている。（2016年現在）

## アクセス
- JR九州新幹線、鹿児島本線、指宿枕崎線「鹿児島中央駅」西口より徒歩約12分
- 鹿児島市電「鹿児島中央駅前」電停より徒歩約15分
- 南国交通 N39番線「鶴丸高校前」バス停より徒歩約1分
- 南国交通 N28、N39、N46-5番線「西田本通」バス停より徒歩約3分

## 著名な出身者・関係者

### 政治・行政
- 池田清（一中） - 貴族院議員、衆議院議員、第46代警視総監
- 伊地知四郎（一中） - 第11代鹿児島市長、海軍少将、従五位
- 井之口政雄（一中） - 衆議院議員、ジャーナリスト
- 岩切重雄（一中） - 衆議院議員、第13代鹿児島市長
- 勝目清（一中） - 第14代鹿児島市長
- 金丸三郎（一中） - 公選第6-8代鹿児島県知事、参議院議員、第6代総務庁長官、自治事務次官、勲一等瑞宝章
- 佐多忠隆（一中） - 参議院議員
- 下稲葉耕吉（一中） - 参議院議員、第64代法務大臣、第73代警視総監、勲一等瑞宝章
- 竹内可吉（一中） - 貴族院議員、商工次官、第6代企画院総裁、日本能率協会会長
- 津崎尚武（一中） - 衆議院議員、厚生政務次官
- 鶴園哲夫（一中） - 参議院議員、全農林委員長
- 寺園勝志（一中） - 公選第3-5代鹿児島県知事、南日本放送会長
- 東郷茂徳（一中） - 外交官、外務省欧米局長、駐ドイツ大使、駐ソ連大使、貴族院議員、第65・71代外務大臣、第21代拓務大臣、第4代大東亜大臣
- 中村四郎（一中） - 官選第39代徳島県知事
- 南郷武夫（一中） - 衆議院議員、東市来町長、東市来村長
- 東幸治（一中） - 衆議院議員、ジャーナリスト
- 村尾薩男（一中） - 衆議院議員、社会運動家
- 持永和見（一中） - 衆議院議員、官僚
- 宇都隆史 - 参議院議員、自衛官
- 大田弘子 - 経済学者、第8-9代内閣府特命担当大臣（経済財政政策担当）[12]
- 小里泰弘 - 衆議院議員
- 榊真一 - 内閣府政策統括官（防災担当）、第8代国土交通省都市局長、国土交通省大臣官房総括審議官
- 永山由高 - 日置市長
- 藤井信吾 - 茨城県取手市長
- 皆吉稲生 - 衆議院議員
- 宮路拓馬 - 衆議院議員
- 村田享子 - 参議院議員
- 森山裕（※鶴丸一時在籍〈夜間課程入学、学校改編により日新高校卒業〉） - 衆議院議員、参議院議員、第59代農林水産大臣、鹿児島市議会議長、鹿児島市議会議員
- 八板俊輔 - 西之表市長、ジャーナリスト（朝日新聞社）
- 安田壮平 - 奄美市長
- 柳田稔 - 衆議院議員、参議院議員、第84代法務大臣、拉致問題担当大臣
- 湯元敏浩 - 第2代姶良市長、日本テレビプロデューサー

### 法曹
- 藤崎萬里（一中） - 最高裁判所判事、外交官、外務省条約局長、駐オランダ大使、駐タイ大使、勲一等瑞宝章
- 石黒美幸 - 弁護士、東京弁護士会副会長

### 社会運動
- 是枝恭二（一中） - 政治運動家
- 益田哲夫（一中） - 労働組合運動活動家

### 経済・実業
- 岩元達一（一中） - 山形屋会長
- 田丸秀治（一中） - 電通社長・相談役
- 枝元賢造 - サッポロビール社長
- 岡俊子 - アビームM&Aコンサルティング社長、経営コンサルタント
- 上村基宏 - 鹿児島銀行頭取・会長、九州フィナンシャルグループ社長
- 郡山明久 - 鹿児島銀行頭取、九州フィナンシャルグループ会長
- 小村充広 - ジャパンネット銀行社長
- 島津忠裕 - 島津興業社長、島津宗家第32代当主
- 徳重剛 - 鹿児島プロスポーツプロジェクト社長、鹿児島ユナイテッドFC代表
- 吉田憲一郎 - ソニー社長CEO
- 吉留真 - 大和証券SMBC社長、大和証券キャピタル・マーケッツ社長・会長

### 報道・マスコミ・ジャーナリズム
- 古垣鉄郎（一中） - ジャーナリスト（朝日新聞社）、貴族院議員、NHK会長・名誉顧問、外交官（駐仏大使）
- 有村かおり - 元TBSアナウンサー
- 榎田卓央 -テレビ東京アナウンサー、教育者
- 大山勝美 - テレビプロデューサー（TBS）
- 岡田祐介 - 南日本放送アナウンサー
- 小原茂 - NHKアナウンサー
- 鹿島綾乃 - NHKアナウンサー
- 上塘百合恵 - 南日本放送アナウンサー
- 川添佳穂 - 朝日放送テレビアナウンサー
- 黒木奈々 - フリーアナウンサー
- 瀬戸口克陽 - テレビプロデューサー（TBS）
- 瀬下恵介 - ジャーナリスト（毎日新聞社）
- 下松小百合 - 鹿児島テレビ放送アナウンサー、テレビ西日本アナウンサー
- 武隈光希 - テレビ朝日アナウンサー
- 中馬清福 - 朝日新聞社顧問
- 前原智子- 北陸放送アナウンサー
- 宮地麻理子 - NHKアナウンサー、熊本朝日放送アナウンサー、北海道放送アナウンサー
- 向原祥隆 - 南方新社代表、社会運動家
- 山上真実 - NHKアナウンサー、鹿児島テレビ放送アナウンサー

### 学術・研究（理・工・農・医系）
- 江夏弘（一中） - 物理学者（理論物理学、素粒子論）、立命館大学名誉教授
- 黒丸正四郎（一中） - 医学者（精神神経科）、神戸大学名誉教授
- 諏訪兼位（一中） - 地球科学者（岩石学、地質学）、名古屋大学名誉教授、日本福祉大学学長・名誉教授、歌人
- 田良島昭（一中） - 建築学者・建築家、第一工業大学教授
- 江石清行 - 医学者、長崎大学教授
- 角秀秋 - 医師（心臓血管外科）
- 林明人 - 医学者（リハビリテーション医学）、順天堂大学教授
- 脇元幸一 - 理学療法士、医療法人SEISEN創業者

### 学術・研究（人文学・社会科学・人間科学系）
- 勝田有恒（一中） - 法学者、一橋大学名誉教授
- 金倉円照（一中） - インド哲学者・仏教学者、日本学士院賞受賞者、文化功労者、東北大学名誉教授、宮城教育大学学長
- 島津久基（一中） - 国文学者、東京大学名誉教授
- 鈴木正四（一中） - 歴史学者（帝国主義研究、民族解放運動史）、愛知大学名誉教授
- 沢田慶輔（一中） - 教育心理学者、東京大学名誉教授
- 沼田次郎（一中） - 歴史学者（日本史、洋学史）、東京大学名誉教授
- 森昭（一中） - 哲学者・教育学者（教育哲学）
- 山下徳治（※一中転出） - 教育学者
- 山下俊郎（一中） - 教育心理学者、東京都立大学 (1949-2011)名誉教授
- 吉満義彦（一中） - キリスト教哲学者、上智大学講師、東京公教神学校講師
- 久木田重和 - 経済学者（会計学）、東京経済大学名誉教授・学長
- 久冨木原玲 - 国文学者（中古文学）、愛知県立大学名誉教授・学長
- 壽福眞美 - 社会学者、法政大学名誉教授
- 原口剛 - 地理学者（社会地理学、都市論）、神戸大学准教授
- 日隈威徳 - 宗教研究者、政治思想家
- 平田厚 - 法学者（民法、家族法）、明治大学教授、弁護士
- 深見聡 - 観光学者、長崎大学准教授
- 藤善真澄 - 歴史学者（中国史、仏教史）、関西大学名誉教授
- 福留留美 - 心理学者、福岡女学院大学教授
- 好美清光 - 法学者、一橋大学名誉教授

### 文学・評論・文筆
- 黒田三郎（一中） - 詩人
- 中島河太郎（中嶋馨）（一中） - 文芸評論家、国文学者、和洋女子大学学長・名誉教授、日本推理作家協会第7代理事長、日本ミステリー文学大賞受賞者
- 山下秀之助（一中） - 歌人、医師
- 河野修一郎 - 小説家、化学ライター
- 蔵前仁一 - 旅行作家、編集者、装丁家
- 平川綾真智 - 詩人　※中退
- 柳田理科雄 - 文筆家

### 芸術・芸能
- 安藤実親 - 作曲家
- 尾崎衣良 - 漫画家
- 竪山博之 - 俳優、演出家、脚本家
- 辛島美登里 - シンガーソングライター
- 黒木真二 - 俳優
- 小宮路敏 - 作曲家、教育者
- 迫田孝也 - 俳優
- 和佐野健一 - 映画・ドラマプロデューサー
- 渋谷昶子 - 映画監督
- 桃月庵白酒 - 落語家
- 野口たくお - ローカルタレント
- YANAGIMAN - 音楽プロデューサー、作曲家、編曲家、ベーシスト
- wowaka - 歌手、作曲家
- 藤井四段 - Youtuber、ゲーマー、インフルエンサー

### スポーツ
- 池之上格 - プロ野球選手（南海ホークス）、ダイエーホークス・阪神タイガーススカウト
- 入來晃久 - 柔術家、柔道家
- 菊野克紀 - 格闘家
- 松山晃士 - バスケットボール選手

### 軍人・自衛官
- 有馬正文（一中） - 大日本帝国海軍軍人
- 牛島満（一中→陸幼） - 大日本帝国陸軍軍人、配属将校として一中に赴任
- 大室孟（一中） - 大日本帝国陸軍軍人、航空自衛隊自衛官（第7代航空幕僚長）
- 川越守二（一中） - 大日本帝国陸軍軍人
- 川原侃（一中） - 大日本帝国陸軍軍人
- 鮫島博一（一中） - 大日本帝国海軍軍人、防衛駐在官、海上自衛隊自衛官（第10代海上幕僚長、第9代統合幕僚会議議長）
- 寺師義信（一中） - 医師、大日本帝国陸軍軍医
- 中山源夫（一中） - 大日本帝国陸軍軍人
- 野田毅（一中） - 大日本帝国陸軍軍人
- 野村直邦（一中） - 大日本帝国海軍軍人、海軍大臣
- 牧野四郎（一中） - 大日本帝国陸軍軍人
- 山岡大二（一中） - 大日本帝国海軍軍人、海上自衛隊自衛官

### 著名な教職員
- 秋吉音治（一中校長） - 教育者
- 安藤貫一（一中英語教員） - 英文学者、大阪高等商業学校教授
- 岩崎行親（一中校長） - 教育者、第七高等学校造士館 (旧制)初代校長
- 佐々木季邦（一中教員） - 剣道家
- 中馬庚（一中教員） - 教育者、学生野球選手（第一高等学校 (旧制)）、野球指導者・研究者
- 長沢市蔵（一中校長） - 教育者、第一高等学校 (旧制)教授、国会議員（衆議院）
- 西村一意（一中国漢教員/鶴丸教頭） - 俳人
- 広谷致員（一中教職員） - 台湾総督府官僚、台北市長
- 益田道三（一中教職員） - 英文学者・比較文学者、大阪市立大学教授
- 安田尚義（一中教職員） - 歌人、歴史学者
- 児島文（一高女教職員） - 陸上競技者
- 谷口午二（一高女美術教員） - 洋画家
- 名和君代（一高女音楽教員） - ヴァイオリニスト

## 関連文献
- 『鹿児島県史 第四巻』(1943) - 鹿児島県編
- 『鹿児島県教育史 下巻』(1961) - 鹿児島県教育委員会編
- 『鹿児島一中記』(1964) - 安田尚義編
- 『研究誌　鶴苑　創刊号』(1974) - 鹿児島県立鶴丸高等学校編
- 『創立百年』(1994) - 鹿児島県立鶴丸高等学校百年誌編集委員会編
- 『創立百周年記念誌 龍門』(1997) - 鹿児島県立加治木高等学校百年誌編集企画委員会編
- 『中学造士館の研究　史料の紹介と考察』(1997) - 山下玄洋
- 『卒業記念誌　はろばろと　第七号』(1999) - 鹿児島県立鶴丸高等学校編
- 『日本の名門高校ベスト100（公立高校編）』(2002) - 日本の名門高校ベスト100（公立高校編）編集委員会編